# Тихівська сільська рада
| Тихівська сільська рада — колишній орган місцевого самоврядування у Великоберезнянському районі Закарпатської області з адміністративним центром у с. Тихий. Сільській раді підпорядковані населені пункти: - с. Тихий - с. Гусний - с. Сухий |

## Склад ради
Рада складається з 16 депутатів та голови.

## Керівний склад сільської ради
| ПІБ                   | Основні відомості                                                    | Дата обрання | Дата звільнення |
| --------------------- | -------------------------------------------------------------------- | ------------ | --------------- |
| Циганин Іван Іванович | Сільський голова, 1951 року народження, освіта, член народної партії | 26.03.2006   | 31.10.2010      |
| Циганин Іван Іванович | Сільський голова, 1951 року народження, освіта вища, безпартійний    | 31.10.2010   |                 |

Примітка: таблиця складена за даними джерела

## Населення
Згідно з переписом УРСР 1989 року чисельність наявного населення сільської ради становила 946 осіб, з яких 454 чоловіки та 492 жінки.
За переписом населення України 2001 року в сільській раді мешкали 772 особи.

### Мова
Розподіл населення за рідною мовою за даними перепису 2001 року:
| Мова       | Відсоток |
| ---------- | -------- |
| українська | 99,87 %  |
| російська  | 0,13 %   |